# Etheostoma okaloosae
Etheostoma okaloosae är en fiskart som först beskrevs av Henry Weed Fowler, 1941.  Etheostoma okaloosae ingår i släktet Etheostoma och familjen abborrfiskar. IUCN kategoriserar arten globalt som starkt hotad. Inga underarter finns listade i Catalogue of Life.